# Wallenberg (opera)
Wallenberg är en opera av den estniska kompositören Erkki-Sven Tüür till en libretto av Lutz Hübner. Handlingen utvecklas från händelser i Raoul Wallenbergs personliga liv. Operan hade premiär vid Opernhaus Dortmund den 5 maj 2001. Den hade premiär vid Estlands nationella opera den 1 juni 2007, regisserad av Dmitry Bertman.

## Rollsättning
| Roll                                                              | Rösttyp               | Premiärbesättning, 5 maj 2001 Dirigent: Alexander Rumpf |
| ----------------------------------------------------------------- | --------------------- | ------------------------------------------------------- |
| Raoul Wallenberg, svensk diplomat, räddade tiotusentals judar     | basbaryton            | Hannu Niemelä                                           |
| Adolf Eichmann, tyska nazistiska SS-Obersturmbannführer           | bas                   | Thomas Mehnert                                          |
| Wallenberg andra                                                  | tenor                 | Hannes Brock                                            |
| Ronald Reagan, USA:s 40:e president                               | baryton               | Andreas Becker                                          |
| Jacob Wallenberg, svensk bankir, en medlem av familjen Wallenberg | tenor                 | Michael-Silvan Scheel                                   |
| Amerikansk general                                                | bass-bariton          | Bernhard Modes                                          |
| Amerikansk soldat                                                 | baryton               | Johannes Knecht                                         |
| Tysk officer                                                      | baryton               | Andreas Becker                                          |
| The First Survivor                                                | mezzosopran           | Margarita Malevska                                      |
| Den andra överlevanden                                            | tenor                 | Jae-Seok Lee                                            |
| Den tredje överlevanden                                           | bas                   | Hanno Kreft                                             |
| Den första gästen                                                 | tenor                 | Michael-Silvan Scheel                                   |
| Den andra gästen                                                  | bass-bariton          | Bernhard Modes                                          |
| Den tredje gästen                                                 | bariton               | Hans-Werner Trede                                       |
| Den första diplomaten                                             | sopran-               | Gundula Schneider                                       |
| Den andra diplomaten                                              | mezzosopran           | Andrea Rieche                                           |
| Den tredje diplomaten                                             | contralto             | Karin Robben                                            |
| Dame                                                              | mezzosopran           | Susan Benkin                                            |
| Kvinna                                                            | sopran-               | Barbara Dobrzanska                                      |
| Den första ryska tjänstemannen                                    | tenor                 | Martin Müller-Görgner                                   |
| Den andra ryska officeraren                                       | tenor                 | Darius Scheliga                                         |
| De tre fångarna i Gulag                                           | bariton, bas, bariton | Lothar Becher Thomas Günzler Georg Kirketerp            |
| Judar, gäster, Gulgs fångar                                       | Kör                   | Teater Dortmunds kör                                    |

## Utmärkelser
- Estlands kulturpris
- Estländska teaterets årliga utmärkelsen i kategorin musikaliska utställningar.